# Zestyk zwierny przekaźnika
Zestyk zwierny przekaźnika (ang. a-contact lub make contact) – zestyk w przekaźniku znajdujący się w stanie otwarcia, jeśli brak wielkości zasilającej, i przechodzący w stan zamknięcia, jeżeli ta wielkość się pojawi.